# 帕克斯普雷里 (明尼蘇達州)
帕克斯普雷里（英語：Parkers Prairie）是一個位於美國明尼蘇達州奧特泰爾縣的城市。

## 人口
根據2020年美國人口普查的數據，帕克斯普雷里的面積為3.24平方千米，當中陸地面積為3.23平方千米，而水域面積為0.01平方千米。當地共有人口1020人，而人口密度為每平方千米315人。